# Corriere di Chieri
Il Corriere di Chieri è la testata di informazione settimanale specializzato nella cronaca locale del Comune di Chieri e dei suoi dintorni, coprendo i paesi di Pino Torinese, Baldissero Torinese, Andezeno, Marentino, Arignano, Pavarolo, Montaldo, Moriondo Torinese, Castelnuovo Don Bosco, Moncucco Torinese, Mombello, Berzano di San Pietro, Albugnano, Buttigliera d'Asti, Riva presso Chieri, Villanova d'Asti, Poirino, Pralormo, Santena, Cambiano, Trofarello, Villastellone e Pecetto Torinese.

## Storia

### La Nascita
Sebbene il primo giornale del chierese apparve nel 1877 con il nome L'Arco, il “Corriere di Chieri” come lo conosciamo oggi trova la sua nascita nel 1945. La sua fondazione è da sempre collegata alla famiglia Ghirardi, che in quegli anni gestiva una fortunata tipografia.
Sotto la direzione di Giorgio Ghirardi, il “Corriere” muove così i suoi primi passi nel campo dell'informazione, cercando di colmare il vuoto dovuto agli anni del fascismo e di soddisfare la curiosità della popolazione verso i nuovi fatti politico-sociali.
Il primo numero esce il 28 luglio 1945, in formato 34x54 cm al costo di 4 Lire imponendosi come un valido strumento d'informazione, trattando aspetti politici, economici e sociali nazionali e internazionali, privilegiando però l'informazione di carattere locale, dando ampio spazio alla cronaca, e proponendosi come veicolo informativo per organi, associazioni ed enti locali (Amministrazione civica, partiti, associazioni di vario genere). Inoltre riservando spazi per informazioni utili ai lettori come necrologi, stato civile e orari dei collegamenti.
È anche doverosa una considerazione di carattere politico: sebbene in quegli anni nel territorio chierese predominasse la Democrazia Cristiana, il “Corriere” fu un veicolo d'informazione per tutti i partiti, in particolare la “Lettere al Direttore” diventerà un prezioso strumento di polemica e dibattito politico.

### Il Corriere oggi
La sede del giornale, dopo il trasferimento da Andezeno, è attualmente nella centrale piazza Cavour a Chieri presso lo storico Palazzo Balbiano di Colcavagno.
Nel “Corriere” prevale l'aspetto dell'informazione locale, ponendo l'attenzione sui fatti di cronaca, sugli eventi di carattere culturale e/o ludico che si verificano su tutto il territorio e mantenendo tutta la serie di informazioni utili alla popolazione locale al giorno d'oggi come orari dei cinema locali, orari dei principali mezzi di trasporto, necrologi ecc.
La pubblicità, inizialmente gestita dall'azienda milanese A. Manzoni, nel 1997 viene gestita in proprio dall'azienda proprietaria del giornale, Publichieri s.r.l. .

## Direttori
- Giorgio Ghirardi (1945 - 1978)
- Beppe Conti (1978 - 1980)
- Mario Ghirardi (1980 - 2014)
- Mirto Bersani (2014 - in carica)

## Pubblicazioni
Nel corso degli anni la redazione del “Corriere” ha pubblicato anche diversi libri di approfondimento del territorio di carattere principalmente storico e artistico-culturale.

### Elenco Pubblicazioni del Corriere di Chieri
- CHIERI, Arte e Storia (1988)
- CHIERI e il suo territorio (1995)
- CHIERI appunti di storia (1996)
- CHIERI - Dieci Itinerari tra Romanico e Liberty (2000)
- CHIERI com'era (2005)
- CHIERI, 45º Parallelo (2005)
- CHIERI e il Tessile (2007)
- Almanacco di Bassignana (2007)
- CHIERI città dei cento piloni (2008)
- Il Dizionario dei Chieresi Illustri (2010)